# Campeonato Argentino de Futebol de 1903
O Campeonato Argentino de Futebol de 1903, originalmente denominado Copa Campeonato 1903, foi organizado pela Argentine Association Football League. O certame foi disputado em dois turnos de todos contra todos, entre 26 de abril e 9 de agosto. O Alumni conquistou o seu quarto título de campeão argentino.

## Classificação final
| Pos | Equipes           | Pts | J  | V | E | D  | GM | GS | SG  |
| --- | ----------------- | --- | -- | - | - | -- | -- | -- | --- |
| 1.  | Alumni            | 18  | 10 | 9 | 0 | 1  | 40 | 4  | +36 |
| 2.  | Belgrano Athletic | 15  | 10 | 7 | 1 | 2  | 21 | 11 | +10 |
| 3.  | Barracas Athletic | 11  | 10 | 5 | 1 | 4  | 22 | 13 | +9  |
| 4.  | Lomas Athletic    | 8   | 10 | 2 | 4 | 4  | 17 | 17 | +0  |
| 5.  | Quilmes           | 8   | 10 | 3 | 2 | 5  | 14 | 22 | -8  |
| 6.  | Flores Athletic   | 0   | 10 | 0 | 0 | 10 | 2  | 49 | -47 |

## Premiação
| Campeonato Argentino de Futebol de 1903 |
| --------------------------------------- |
| Alumni Campeão (4° título)              |

## Bibliografía
- Estévez, Diego (2010). 38 Campeones del fútbol argentino 1891-2010. [S.l.]: Ediciones Continente. ISBN 978-950-754-301-2